# Liste der Biografien/Dak
Liste der Biografien |
Portal Biografien |
Personensuche
# |
A |
B |
C |
D |
E |
F |
G |
H |
I |
J |
K |
L |
M |
N |
O |
P |
Q |
R |
S |
T |
U |
V |
W |
X |
Y |
Z |
?
 
Da |
Db |
Dc |
Dd |
De |
Dg |
Dh |
Di |
Dj |
Dk |
Dl |
Dm |
Dn |
Do |
Dq |
Dr |
Ds |
Du |
Dv |
Dw |
Dy |
Dz
 
Daa |
Dab |
Dac |
Dad |
Dae |
Daf |
Dag |
Dah |
Dai |
Daj |
Dak |
Dal |
Dam |
Dan |
Dao |
Dap |
Daq |
Dar |
Das |
Dat |
Dau |
Dav |
Daw |
Dax |
Day |
Daz
Die Liste der Biografien führt alle Personen auf, die in der deutschsprachigen Wikipedia einen Artikel haben. Dieses ist eine Teilliste mit 34 Einträgen von Personen, deren Namen mit den Buchstaben „Dak“ beginnt.

## Dak
- Đak, Živko (1942–2011), jugoslawischer bzw. serbischer Maler

### Daka
- Daka, Patson (* 1998), sambischer FußballspielerPatson Daka (* 1998)

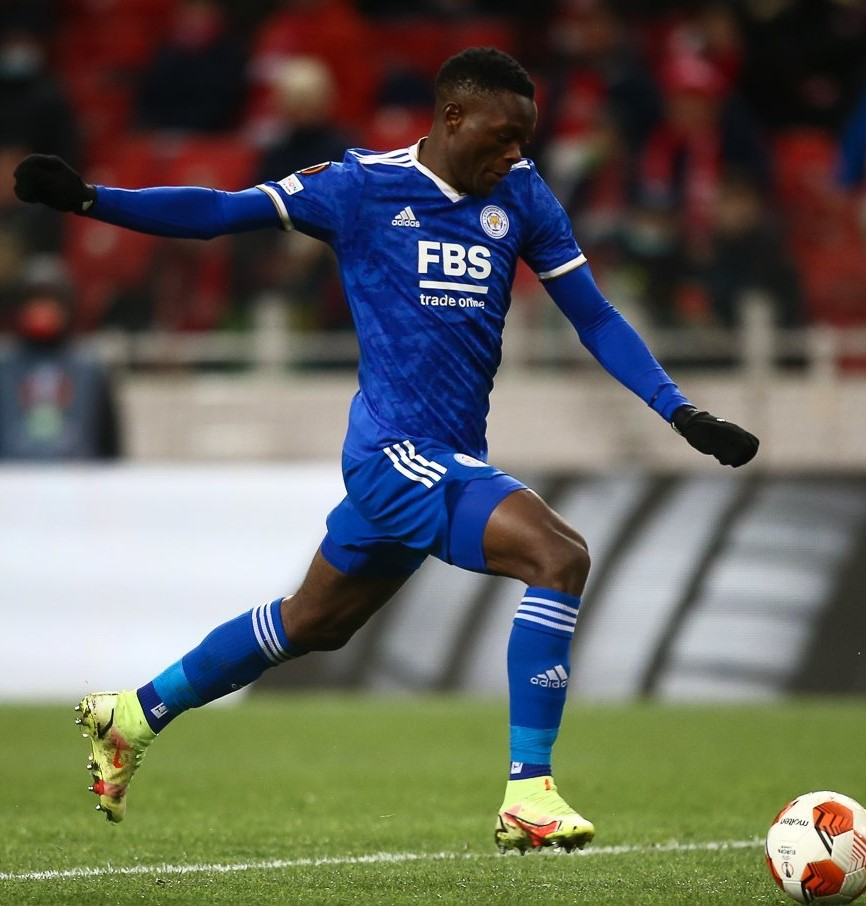
Patson Daka (* 1998)

- Daka, Peter (* 1960), sambischer Politiker, Minister für Kommunikation und Transport
- Dakak, Burak (* 1998), türkischer Schauspieler
- Dakar (1921–2004), peruanischer Ringer und Schauspieler

### Dake
- Dake, Arthur (1910–2000), US-amerikanischer Schachspieler
- Dake, Carel Lodewijk junior (1886–1946), niederländischer Maler, Radierer und Zeichner
- Däke, Karl Heinz (1943–2023), deutscher Volkswirt, Vorsitzender des Bundes der Deutschen Steuerzahler
- Dake, Kyle Douglas (* 1991), US-amerikanischer Ringer
- Daker, David (* 1935), britischer Schauspieler
- Dakers, Taylor (* 1986), kanadischer Eishockeytorwart und -trainer

### Dakh
- Dakhil, Ameen al- (* 2002), belgisch-irakischer Fußballspieler
- Dakhil, Vian (* 1971), irakische Abgeordnete
- Dakhte, Zaur (1936–2024), tadschikischer, iranischer Kameramann, Filmemacher und Fotograf

### Daki
- Dakić, Danica (* 1962), bosnische Künstlerin
- Dakić, Željko (* 1967), serbischer Fußballspieler
- Dakik, Sultan Masood (* 1967), deutscher Unternehmer
- Dakile, Baldwin, südafrikanischer Schauspieler
- Dakin, Ashley, US-amerikanische Schauspielerin
- Dakin, Henry Drysdale (1880–1952), englischer Chemiker
- Dakin, Jack († 2016), britischer Rockmusiker
- Dakin, Sam (* 1996), neuseeländischer Radsportler
- Dakin, Tim (* 1958), britischer Bischof der Anglikanischen Gemeinschaft, Mitglied des House of Lords

### Dakk
- Dakka, Walid (1961–2024), palästinensischer Schriftsteller und Gefangener

### Dako
- Dakó, Andrea (* 1972), ungarische Badmintonspielerin
- Dako, Del (1954–2013), kanadischer Jazz-Musiker (Alt- und Baritonsaxophon, Vibraphon)
- Dakodonu, König von Dahomey, im heutigen Benin
- Dakon, Stephan (1904–1997), österreichischer Bildhauer und Keramiker des Art déco
- Dakouri, Joël (* 1989), ivorischer Fußballspieler
- Đaković, Dario (* 1987), österreichischer Fußballspieler
- Đaković, Mihaela (* 2001), serbische Tennisspielerin

### Dakp
- Dakpa, Honoré Beugré (* 1969), ivorischer Geistlicher, römisch-katholischer Bischof von Katiola

### Daku
- Daku, Mirlind (* 1998), kosovarischer FußballspielerMirlind Daku (* 1998)

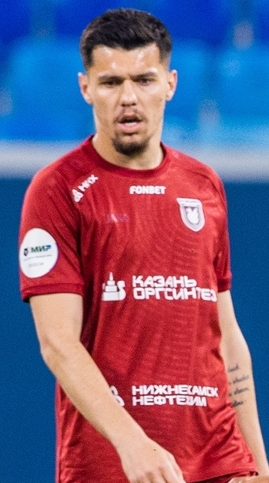
Mirlind Daku (* 1998)

### Daky
- Dakyns, John Roche (1836–1910), englischer Geologe